# バレーボールウクライナ女子代表
バレーボールウクライナ女子代表（バレーボールウクライナ じょしだいひょう）は、バレーボールの国際大会で編成されるウクライナの女子バレーボールナショナルチームである。
1991年まではソビエト連邦の一部だったため、本項では1992年以降の成績を記す。

## 歴史
1992年に国際バレーボール連盟へ加盟。独立後初の国際大会には1993年のヨーロッパ選手権で銅メダルを獲得した。翌年には世界選手権に出場し、9位と好成績を残した。1996年アトランタ五輪には世界最終予選でイタリア、クロアチアを破り、2位通過を果たし本戦に出場した。

## 過去の成績

### オリンピックの成績
- 1996年 - 11位

### 世界選手権の成績
- 1994年 - 9位

### 欧州選手権の成績
| - 1993年 - 3位 - 1995年 - 7位 - 1997年 - 7位 - 2001年 - 4位 - 2003年 - 9位 | - 2011年 - 15位 - 2017年 - 13位 - 2019年 - 17位 - 2021年 - 12位 - 2023年 - 9位 |

## 歴代代表選手
| - イリーナ・ジューコワ - アレクサンドラ・フォミナ - マリーナ・マルチェンコ - イリーナ・トゥルシュキナ - アレシア・リキューリック - オレーナ・ウスティメンコ - ナディア・コドラ - スビトラーナ・ドースマン | - ユリヤ・ディマー - アナスタシア・クライドゥバ - オレクサンドラ・ビチェンコ - ディアナ・メリュシュキナ - クリスティナ・ニエムツェワ - オレクサンドラ・ミレンコ - ビクトリア・ダンチャク - ダリア・シャホロドスカ |